# ظریف (ترانه تیلور سوئیفت)
«ظریف» (انگلیسی: Delicate) ترانه‌ای است که توسط خواننده-ترانه‌سرای آمریکایی تیلور سوئیفت، برای ششمین آلبوم استودیویی‌اش اعتبار (۲۰۱۷) ضبط شده‌است. این ترانه در ۱۲ مارس ۲۰۱۸ به عنوان ششمین تک‌آهنگ آلبوم منتشر شد. به عنوان پنجمین قطعه از آلبوم، سوئیفت این ترانه را با تهیه‌کنندگانش مکس مارتین و شلبک نوشت. «ظریف» یک ترانه عاشقانه الکتروپاپ آرام با عناصر دنس پاپ و تراپیکال هاوس است. این ترانه از یک اثر متمایز متشکل از صدا برای ایجاد صدای آسیب‌پذیر استفاده می‌کند، که بیشتر در اشعار صادقانه احساسی ترانه منعکس می‌شود. موزیک ویدئوی همراه ترانه که توسط جوزف کان کارگردانی شده‌است، در ۱۱ مارس ۲۰۱۸ در جوایز موسیقی آی‌هارت‌رادیو ۲۰۱۸ نمایش داده شد.
«ظریف» با حساسیت اشعارش که در مقایسه با صدای شجاعانه سایر ترانه‌های اعتبار در تضاد است، با تحسین گسترده منتقدان همراه بود. چندین منتقد ترانه را به عنوان نکته برجسته آلبوم نامگذاری کردند. این ترانه در شماره ۸۴ در ۱۰۰ آهنگ داغ بیلبورد ایالات متحده شروع به کار کرد و به شماره ۱۲ رسید. چندین ماه پس از انتشار، این ترانه به بالاترین رتبه جدول پخش‌های بیلبورد از جمله ۴۰ آهنگ برتر بزرگسالان صعود کرد و به بزرگ‌ترین هیت رادیویی از اعتبار تبدیل شد. این اثر برای فروش بیش از دو میلیون واحد دیجیتالی، گواهی‌نامه دابل پلاتین را از انجمن صنعت ضبط موسیقی ایالات متحده آمریکا (آرآی‌ای‌ای) دریافت کرد. افتخارات ترانه عبارتند از دریافت جوایز انجمن آهنگسازان، پدیدآوران و ناشران آمریکا و جوایز بی‌ام‌آی و همچنین در فهرست‌های پایان سال ۲۰۱۸ بیلبورد، مجله اسلنت و رولینگ استون قرار گرفت.

## رواج و انتشار
در ۵ مارس ۲۰۱۸، سوئیفت اعلام کرد موزیک ویدئو «ظریف» در ۱۱ مارس در جوایز موسیقی آی‌هارت‌رادیو به نمایش در می‌آید. «ظریف» روز بعد در رادیو معاصر بزرگسال هات و رادیو محبوب معاصر پیش از پخش رادیویی در ایتالیا و انگلستان در ۲۰ آوریل ۲۰۱۸ منتشر شد.
یک ویدئوی عمودی در ۳۰ مارس ۲۰۱۸ در اسپاتیفای بارگذاری شد، که برای کاربران ایالات متحده، انگلستان، سوئد و آمریکای لاتین در دسترس قرار گرفت. این ویدئو بعداً در ۱۵ مه در یوتیوب منتشر شد. تا سپتامبر ۲۰۱۹، ویدئوی عمودی در یوتیوب بیش از ۶٫۴ میلیون بازدید داشته‌است.
ریمیکس ترانه با حضور موسیقی‌دان‌های آمریکایی رایان تدر و Sawyr در ۲۵ مه ۲۰۱۸ منتشر شد. در ۸ ژوئن، یک ریمیکس از آهنگ با حضور موسیقی‌دان Seeb منتشر شد، که به شماره ۲۷ در جدول نروژ رسید.

## سرایش و آهنگسازی

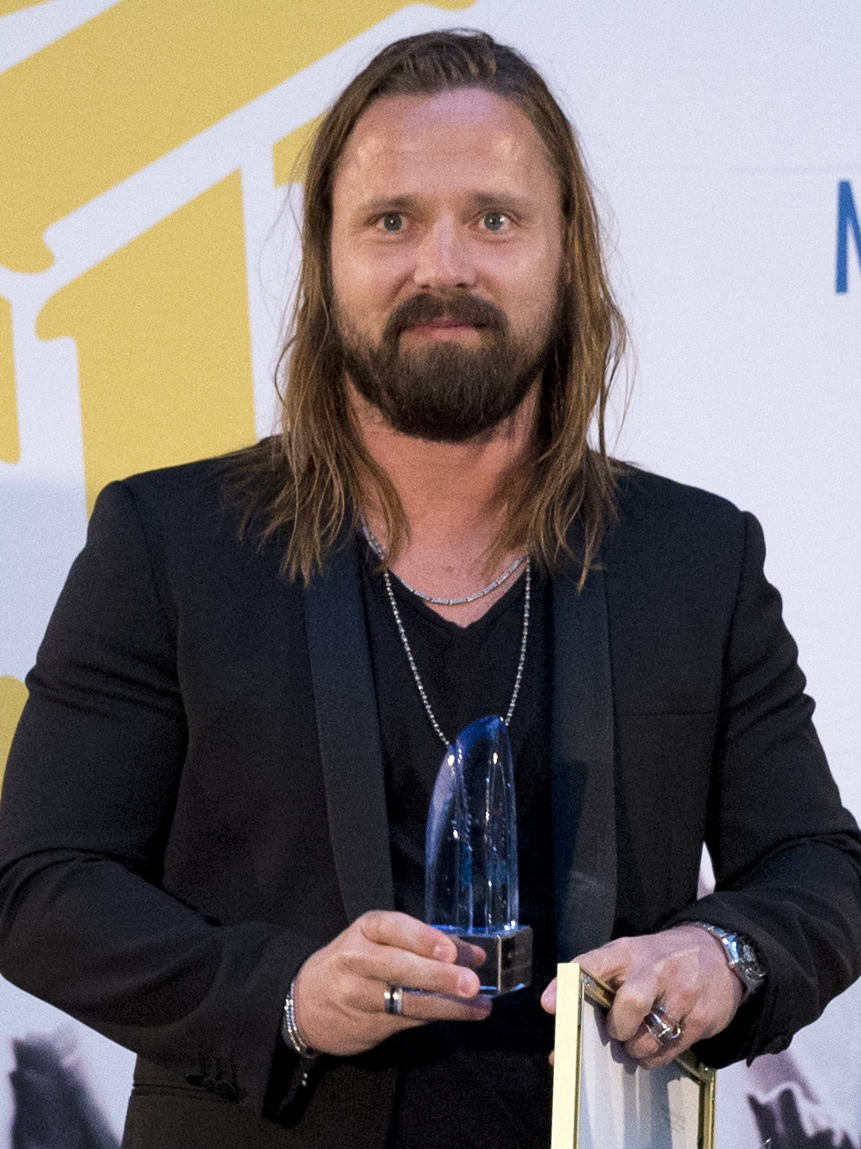
مکس مارتین (در تصویر) «ظریف» را تهیه کرد و به‌صورت مشترک نوشت.

«ظریف» توسط سوئیفت، مکس مارتین و شلبک نوشته شد و توسط مارتین و شلبک تهیه شده‌است. این ترانه به مدت سه دقیقه و پنجاه و دو ثانیه اجرا می‌شود و تندای آن ۹۵ ضربه در دقیقه است. سوئیفت آن را در کلید C ماژور در محدوده ای از G3 تا A4 می‌خواند. از نظر موسیقایی، این قطعه یک «ترانه عاشقانه الکتروپاپ» و «الکترو-بالاد ملودیک» است. سوئیفت از یک وکودر برای ایجاد صدای «احساسی» و «آسیب‌پذیر» برای ترانه استفاده کرد. او بیان می‌کند این ترانه در مورد «چه اتفاقی می‌افتد وقتی با شخصی روبرو می‌شوید که واقعاً در زندگی‌تان آن را می‌خواهید و سپس نگران آنچه که قبل از ملاقات با شما شنیده‌است می‌شوید.» است. سوئیفت در ادامه این ترانه را «نخستین نقطه آسیب‌پذیری در آلبوم» توصیف کرد.

## موزیک ویدیو
موزیک ویدیو در مراسم iHeartRadio 2018 در تاریخ ۱۱ مارس ۲۰۱۸ منتشر شد و پس از آن سویفت جایزه خود را برای «هنرمند زن سال» دریافت کرد. کارگردان این ویدیو جوزف کان است، و فیلم در نقاط مختلف لس آنجلس، از جمله هتل میلنیوم بیلتمور، ایستگاه هفتم / مترو مرکز، تئاتر لس آنجلس مجاور سنت وینسنت، و بار گلدن گوفر فیلمبرداری شد. ویژگی‌های این ویدیو این است که سویفت کشف می‌کند که نامرئی است پس از آنکه یک مرد رمز وایمن یک یادداشت را برایش می‌آورد و سویفت خود را برای اولین بار آزاد از جامعه می‌بیند و می‌تواند شادی کند و کسی نبیند، در آخر او زیر باران می‌رقصد و در یک بار معمولی همان‌طور که در آهنگ می‌گوید دوست پسر خود را ملاقات می‌کند. در ۲۴ ساعت اول انتشار این ویدیو حدود ۱۳ میلیون بازدید در یوتیوب بدست آورد. در ۱۵ نوامبر ۲۰۱۸ این آهنگ با ۳۰۰ میلیون بازدید دومین موزیک ویدیو پربازدید این آلبوم سویفت بعد از تک آهنگ «ببین مجبورم کردی چکار کنم» شد.

## عملکرد تجاری

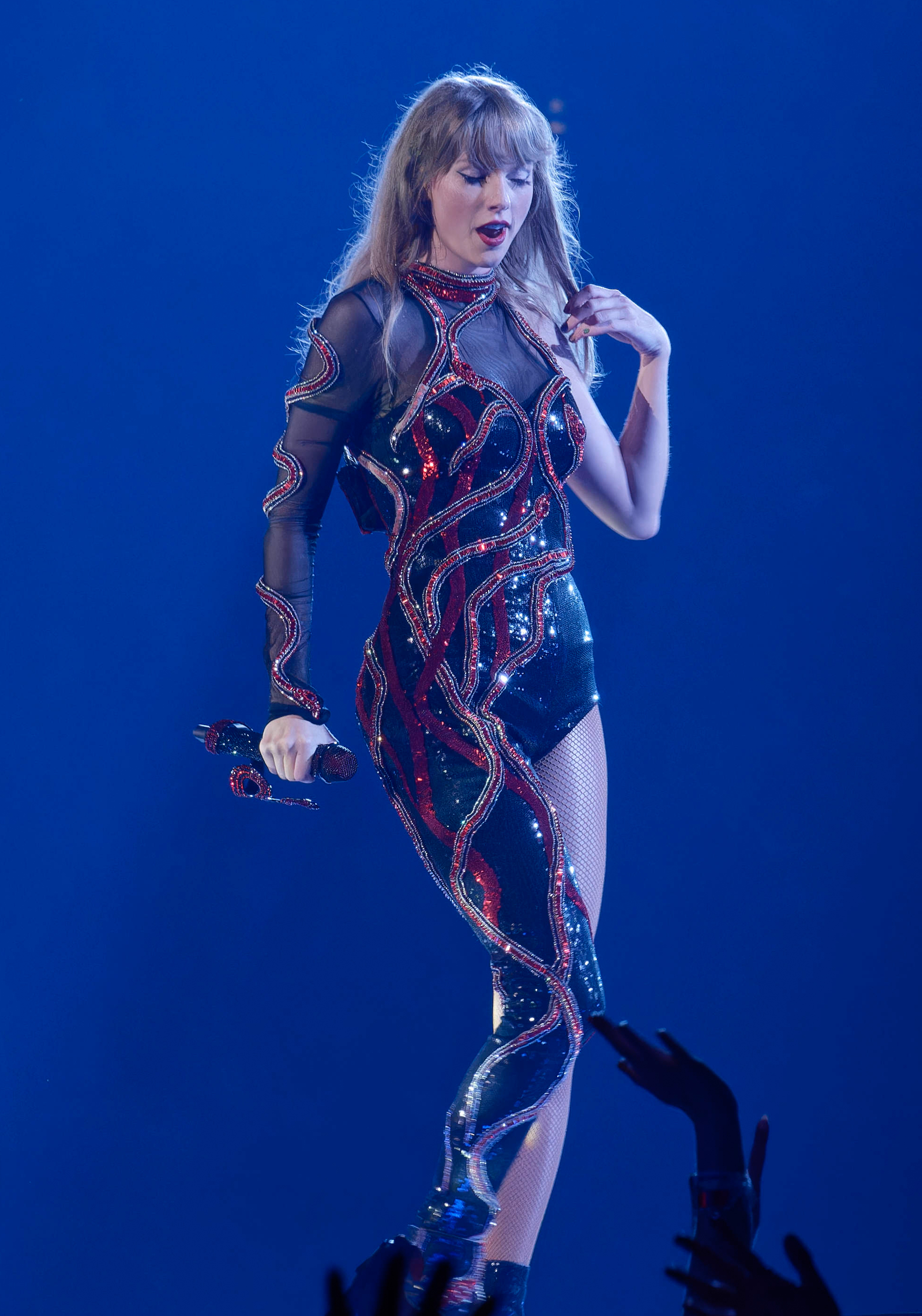
تور Eras تیلور سویفت - آرلینگتون، تگزاس تیلور سویفت، خواننده و ترانه‌سرای آمریکایی، در تور Eras در آرلینگتون، تگزاس، ۲ آوریل ۲۰۲۳

در ایالات متحده، این آهنگ در زمان انتشارش به رتبه ۸۶ رسید. در همان هفته، پیشرفت چشمگیری داشت و به رتبه ۱۲ یعنی بالاترین حدش رسید؛ و به عنوان چهل و یکمین آهنگ از سویفت بود که به رتبه زیر ۲۰ می‌رسد. این آهنگ پنجمین ترک از آلبوم ششم سویفت بود که کار ساختش در طول فاصله آلبوم ۱۹۸۹ و اعتبار از سه سال پیش شروع شده بود. همچنین این آهنگ به رتبه ۲۴ چارت خوانندگان بزرگسال معاصر رسید و تبدیل به بالاترین رتبه خود در همین هفته شد و بعد در اوج خود به رتبه ۱ این چارت رسید و تبدیل به اولین آهنگ سویفت از این آلبوم شد که در این چارت به رتبه یک می‌رسد. این آهنگ طولانی‌ترین اثر از آلبوم اعتبار است که به مدت ۳۳ هفته و هم‌اکنون در چارت ۱۰۰ آهنگ برتر بیلبورد است. در مقایسه با سایر تک آهنگ‌های اعتبار، در ابتدا بالا بود و سپس به رتبه بهتری رسید، «ظریف» یک عملکرد رادیویی خیره‌کننده بود که محبوبیت زیادی بدست آورد. همچنین بزرگ‌ترین تک آهنگ رادیویی بعد از «نگاه کن مجبورم کردی چیکار کنم» شد.
پس از انتشار اعتبار، این آهنگ به رتبه ۹۸ در چارت ۱۰۰ تایی کانادا رسید و در هفته‌های بعد از چارت خارج شد. پیش از آن که رتبه ۴۵ را به بعد از چند مدت به خود خود اختصاص دهد، به رتبه ۸۷ در انگلیس رسید. در استرالیا، در رتبه ۵۶ قرار گرفت و پس از آن در جایگاه ۲۸ قرار گرفت.

## نسخه‌های دیگر
این آهنگ در Spotify در دسترس است. همچنین نسخه آکوستیکش در تاریخ ۱۳ آوریل به‌طور اختصاصی در Spotify همراه با خود سویفت در دسترس قرار گرفت. ریمیکس این آهنگ توسط موسیقی دان‌های آمریکایی رایان تددر و ساویر در تاریخ ۲۵ می ۲۰۱۸ منتشر شد. در ۸ ژوئن ریمیکس دیگری توسط سیب منتشر شد.

## دست‌آوردها
| سال  | سازمان                                     | جایزه                     | نتیجه    | منا.   |
| ---- | ------------------------------------------ | ------------------------- | -------- | ------ |
| ۲۰۱۸ | جوایز برگزیده نوجوانان                     | ترانه پاپ                 | نامزدشده | [ ۱۱ ] |
| ۲۰۱۸ | جوایز بریک‌تادو                             | ویدئو سال                 | نامزدشده | [ ۱۲ ] |
| ۲۰۱۹ | جوایز موسیقی آی‌هارت‌رادیو                   | بهترین موزیک ویدئو        | برنده    | [ ۱۳ ] |
| ۲۰۱۹ | جوایز برگزیده کودکان نیکلودین              | ترانه موردعلاقه           | نامزدشده | [ ۱۴ ] |
| ۲۰۱۹ | رادیو آی‌هارت                               | جوایز تیتانیوم            | برنده    | [ ۱۵ ] |
| ۲۰۱۹ | جوایزه بی‌ام‌آی                              | جایزه ترانه برنده         | برنده    | [ ۱۶ ] |
| ۲۰۱۹ | جوایزه بی‌ام‌آی                              | پخش‌کننده سال              | برنده    | [ ۱۶ ] |
| ۲۰۱۹ | جایزه موسیقی میکس                          | ویدئو بین‌المللی موردعلاقه | نامزدشده | [ ۱۷ ] |
| ۲۰۱۹ | انجمن آهنگسازان، پدیدآوران و ناشران آمریکا | جایزه ترانه برنده         | برنده    | [ ۱۸ ] |
| ۲۰۲۰ | انجمن آهنگسازان، پدیدآوران و ناشران آمریکا | جایزه ترانه برنده         | برنده    | [ ۱۹ ] |

## چارت‌ها
| چارت ۱۸–۲۰۱۷                   | بهترین موقعیت |
| ------------------------------ | ------------- |
| استرالیا                       | ۲۸            |
| اتریش                          | ۷۰            |
| بلژیک                          | ۴             |
| بلژیک                          | ۴             |
| کانادا                         | ۲۰            |
| کانادا                         | ۳             |
| کانادا                         | ۶             |
| جمهوزی چک                      | ۲             |
| جمهوری جک                      | ۱۹            |
| فرانسه                         | ۳۱            |
| هندراس                         | ۳۲            |
| ایسلند                         | ۳             |
| ایسلند                         | ۳۱            |
| مالزی                          | ۱۵            |
| نیوزلند                        | ۳۳            |
| نروژ                           | ۲۷            |
| لهستان                         | ۴۲            |
| پرتغال                         | ۵۶            |
| اسکاتلند                       | ۵۱            |
| اسکاتلند                       | ۷۱            |
| اسلواکی                        | ۴۴            |
| سوئد                           | ۹۸            |
| سوئیس                          | ۸۸            |
| سینگل‌های بریتانیا              | ۴۵            |
| ۱۰۰ آهنگ داغ بیلبورد در آمریکا | ۱۲            |

## گواهینامه‌ها
| منظقه                     | گواهینامه | مقدار فروش |
| ------------------------- | --------- | ---------- |
| استرالیا (ARIA)           | طلا       | ^۳۵٬۰۰۰    |
| بریتانیا (BPI)            | طلا       | ۴۰۰٬۰۰۰    |
| ایالت متحده آمریکا (RIAA) | پلاتینوم  | ۱٬۰۰۰٬۰۰۰  |

## یادداشت
1. ↑  track